# Pans & Company
Pans & Company es una compañía de comida rápida del sector de bocadillería. La marca ofrece bocadillos en servicio rápido.
Pertenece al grupo de restauración The Eat Out Group, grupo propietario de otras marcas como FrescCo, Ribs y Santamaría. Pans & Company es una cadena de restauración rápida. En sus bocadillos ofrece una amplia variedad de tipos de panes y combinaciones de ingredientes. También disponen de ensaladas, distintos tipos de patatas fritas, bollería variada, cafés, refrescos, etc.

## Historia
Inicia su historia en Barcelona en 1991, con el objetivo de transformar el tradicional bocata español en un producto fast-food.
En 2003 se creó el grupo Eat Out, que a partir de entonces englobaría todas las marcas del restaurante. En 2005 Pans & Company renovó tanto su imagen corporativa como su propuesta gastronómica, que calificó como comida rápida ‘a la carta’. Para ello, la marca rediseñó su logotipo y toda su identidad visual.
Pans & Company inauguró su primer restaurante en el año 1991. En 2003 inauguró 60 establecimientos de sus diferentes marcas en distintos países.

## Expansión
Esta compañía forma parte de la empresa The Eat Out Group, que cuenta con más de 550 establecimientos en:
- Andorra
- Arabia Saudita
- El Salvador
- EAU
- España
- Guatemala
- India
- Italia
- Marruecos
- Portugal

## Alianza con Pollo Campero
En 2008,  Eat Out firma una alianza estratégica con la compañía centroamericana Pollo Campero, para llevar a Guatemala y El Salvador la franquicia Pans & Company y recibir apoyo de dicha multinacional europea para el fortalecimiento de Pollo Campero en Europa. En 2009, Guatemala y El Salvador se convierten en los primeros países en Latinoamérica en poseer en sus países restaurantes con la franquicia Pans & Company. De la misma forma, Pans & Company adquiere la exclusividad de la marca Pollo Campero en España para ampliar así su mercado.